# SC Langenthal
SC Langenthal – szwajcarski klub hokeja na lodzie z siedzibą w Langenthal.

## Sukcesy
- Złoty medal drugiej klasy ligowej: 2012, 2017 (Nationalliga B), 2019 (Swiss League)